# Teoría del rasgo
En el ámbito de la psicología, la teoría del rasgo explicativo del comportamiento humano supone la existencia de características estables en la estructura de la personalidad de los individuos. Desde este punto de vista, la personalidad está formada por una jerarquía de rasgos estables y consistentes que determinan, explican y, hasta cierto punto, permiten predecir el comportamiento individual (véase diferencias individuales), en la medida en que guían la forma en que cada persona piensa e interpreta la realidad.

## Contexto teórico
Desde el punto de vista psicológico, la aproximación al estudio y explicación de la conducta humana se ha llevado a cabo desde distintos modelos a seguir. A nivel general, cabe distinguir tres modelos principales. El modelo internalista asume que la conducta humana está determinada por variables internas al propio individuo, por lo que es estable y consistente. El modelo situacionista pone el énfasis en los determinantes externos de la conducta, por lo que asume que el comportamiento humano variará en función de las circunstancias ambientales de cada momento. Por último, el modelo interaccionista considera que la conducta se explica por la interacción entre ambos tipos de variables; internas y externas nandkef.
A su vez, dentro del modelo internalista puede distinguirse entre las teorías procesuales o teorías del estado, que subrayan la importancia de los estados y mecanismos internos del individuo (por ejemplo, las teorías de Sigmund Freud, Carl Rogers o George Kelly); y las teorías estructurales o del rasgo, para las que la conducta está determinada por una estructura de personalidad conformada por una serie de factores estables y generales (entre las que destacan teóricos como Gordon Allport, Raymond Cattell o Hans Eysenck).

### Antecedentes históricos. La teoría de la personalidad de Gordon Allport
Uno de los primeros teóricos que se acercaron al estudio del comportamiento humano desde la perspectiva del rasgo fue Gordon Allport (Indiana, 1897). Para Allport, la conducta humana responde a la necesidad de conducirse de acuerdo a lo que denomina un funcionamiento propio o proprium; es decir, de una forma coherente con el modo en que el individuo se percibe a sí mismo. En este sentido, el "proprium" se deriva del concepto del self propuesto desde la perspectiva fenomenológica.
Así, el proprium se formaría mediante el desarrollo de una serie de rasgos o disposiciones personales. Allport (1966, p. 404) definió esta disposición como «una estructura neuropsíquica generalizada (peculiar del individuo), que posee la capacidad de convertir a muchos estímulos en funcionalmente equivalentes, y de iniciar y guiar formas consistentes (equivalentes) de conducta adaptativa y estilística».
Dentro del proprium, Allport distinguió tres tipos de rasgos o disposiciones, en función de su grado de penetración e influencia en el comportamiento del individuo. Así, los rasgos cardinales serían aquellos que están presentes en prácticamente todos los comportamientos. Por lo general, es difícil que en la práctica pueda encontrarse este tipo de rasgo que gobierne la conducta en todas sus manifestaciones. En segundo lugar, los rasgos centrales serían los rasgos generales que caracterizan la personalidad, y suelen oscilar entre un número de cinco a diez por cada persona. Por último, los rasgos secundarios serían aquellas disposiciones menos generales o más perífericas, pero que se manifiestan esporádicamente en determinados comportamientos concretos.

### Modelos factoriales de la personalidad
Las teorías del rasgo han recurrido frecuentemente a la técnica estadística del análisis factorial a la hora de articular el conjunto de rasgos y dimensiones sobre los que se estructura la personalidad humana. Existen dos corrientes diferenciadas a este respecto. Por una parte, los modelos factoriales biológicos se basan en la influencia ejercida por los factores fisiológicos y constitucionales a la hora de caracterizar los rasgos de la estructura de la personalidad. Por otra parte, los modelos factoriales léxicos se basan en los términos lingüísticos que mejor describen de una forma más específica los distintos atributos de la personalidad. Así, mientras que los primeros se fundamentan sobre conceptos psicobiológicos, los segundos recurren al vocabulario y al lenguaje para identificar las principales dimensiones de la personalidad. En este sentido, se ha considerado que el modelo factorial léxico adolece de una menor capacidad explicativa al limitarse a una mera descripción de los comportamientos basándose en conceptos puramente lingüísticos, mientras que el modelo biológico da un paso más allá al realizar inferencias causales de tipo psicobiológico sobre los comportamientos observados.

## Modelos factoriales biológicos

### Teoría de la personalidad de Eysenck
Se trata de una teoría biologicista que pretende analizar la personalidad de las personas, en la que tiene más influencia la biología que los aspectos sociales del ser humano.
Es un modelo de personalidad coherente y capaz de asumir hallazgos que surgen en otras disciplinas. Este modelo es descriptivo, pero no solo describe cómo es la personalidad, también establece una categorización, es decir, clasifica, y esta clasificación la hace a través de un modelo experimental. No solo describe la personalidad, sino que también aplica el método científico, es decir, la psicometría.
Tiene como objetivo el identificar los constructos fundamentales de la personalidad humana, cuáles son los elementos que, desde el punto de vista científico configuran la personalidad.

#### Antecedentes
El modelo propuesto por Eysenck hunde sus raíces en una larga tradición de investigación sobre la personalidad, pudiendo encontrarse una serie de hitos que contribuirían significativamente al modelo final expuesto por el psicólogo alemán. Así, su teoría de la personalidad bebe de las siguientes fuentes:
- La Teoría de los cuatro humores o temperamentos propuesta por Hipócrates y Galeno, que hace referencia a los cuatro temperamentos básicos: colérico, flemático, melancólico y sanguíneo.[10]
- Las aportaciones de Wundt inspiradas en la tradición Kantiana al dividir los cuatro temperamentos clásicos en una teoría de dos ejes: «Intensidad/Fuerza» y «Rapidez/Velocidad», que se corresponderían con las dimensiones de Eysenck de «Neuroticismo» e «Introversión/Extraversión», respectivamente.[11]
- La interpretación de Iván Pávlov de los temperamentos clásicos en los ejes de «Fortaleza/Debilidad»; «Equilibrio/Desequilibrio» e «Impulsividad/Lentitud».[12]
- Las teorías constitucionales de Ernst Kretschmer y William Herbert Sheldon.[10]
- Los estudios de Carl Gustav Jung, que relacionó la extraversión con los trastornos histéricos, y la introversión con los psicasténicos.[13]
- Las aportaciones de Francis Galton, Charles Spearman, Louis Leon Thurstone, Karl Pearson y Raymond Cattell a la utilización de la metodología estadística, y concretamente del análisis factorial, en el ámbito de la psicología y el estudio de las diferencias individuales.[14]

#### Estructura jerárquica de la personalidad
Los elementos que conforman esta estructura son: 
1. Respuestas específicas. Cómo alguien se comporta en una situación concreta
2. Respuestas habituales. Cómo alguien se va comportando de una forma determinada, sobre la base de su experiencia.
3. Rasgos. La gente se comporta de forma generalizada.
4. Dimensiones. Conjunto de rasgos.

Valiéndose de métodos estadísticos como el análisis factorial, Eysenck determinó que los numerosos rasgos que resultan adecuados para describir la personalidad humana pueden reducirse a tres dimensiones básicas: Psicoticismo, Neuroticismo y Extraversión. Estos "superfactores" serían ortogonales, esto es, independientes entre sí. La personalidad de cada individuo podría determinarse en función de su puntuación en cada una de estas tres dimensiones.
Las tres dimensiones que propone Eysenck son el resultado de la agrupación de factores más específicos mediante técnicas estadísticas de análisis multivariado. Así, Eysenck desarrolla un modelo jerárquico en cuatro niveles, de menor a mayor especifidad. En el primer nivel se encuentran las acciones, cogniciones y emociones específicas. En el segundo nivel, las acciones, emociones y cogniciones habituales. En un tercer nivel aparecen los rasgos. Y finalmente, el cuarto nivel de abstracción está conformado por las tres dimensiones o superfactores. Así, las dimensiones están compuestas por los siguientes rasgos:
- Neuroticismo: Tristeza, timidez, depresión, ansiedad, tensión, miedo, culpa, irracionalidad, vergüenza, mal humor, emotividad, preocupación.
- 'Extraversión - Introversión': Sociabilidad, actividad, asertividad, despreocupación, dominancia, búsqueda de sensaciones, osadía, espontaneidad, rapidez.
- Psicoticismo: Impulsividad, agresividad, hostilidad, frialdad, egocentrismo, falta de empatía, crueldad, falta de conformismo, dureza mental.

Eysenck propone que cada uno de estos factores guarda relación con determinadas estructuras cerebrales. Así, el Neuroticismo estaría relacionado con el grado de activación del sistema límbico; y la Extraversión guardaría relación con la actividad del sistema reticular activador ascendente. La dimensión "Psicoticismo" ha sido objeto de un menor número de estudios, pero tradicionalmente se ha asociado principalmente al sexo masculino. 
Estudio de la delincuencia
Las dimensiones de Eysenck se utilizan para describir la delincuencia. 
- La extraversión. introversión. Los delincuentes muestran una baja activación cortical dando lugar a capacidad de aprendizaje más lenta y débil que los introvertidos y condicionamiento más lento y baja reactividad a los estados aversivos.
- El neuroticismo. Los delincuentes mostrarían mayor neuroticismo porque es una dimensión de personalidad que dificulta el proceso de condicionamiento.
- El psicoticismo. No tiene asignado ningún mecanismo fisiológico específico. El autor relacionó el psicoticismo con la hormona serotonina. 

#### Instrumentos de medida
Eysenck desarrolló y construyó una serie de instrumentos de medida para evaluar la personalidad con base en estas dimensiones. Así, entre otras destacan:
- El Maudsley Medical Questionnaire (MMQ, 1952); para medir el Neuroticismo. Incluye 18 ítems de la escala L (Mentira) del MMPI.
- El Maudsley Personality Inventory (MPI, 1959); un instrumento de medición de las dimensiones Neuroticismo y Extraversión, elaborado a partir de las escalas R (Ratimia) y C (Emocionalidad) de Joy Paul Guilford. Se compone de dos subescalas de 21 ítems cada una.
- El Eysenck Personality Inventory (EPI, 1965); también para medir Neuroticismo y Extraversión. Incluye una escala de sinceridad.
- El Eysenck Personality Questionnaire (EPQ, 1975), que mide Neuroticismo (N), Extraversión (E), Psicoticismo (P) y una escala de sinceridad (L).

### Modelos de Gray y Zuckerman
En la misma corriente psicobiológica de Eysenck, Gray y Zuckerman desarrollaron sendos modelos explicativos de la personalidad basados en determinantes fisiológicos de la conducta. 

#### Modelo de Gray
A partir de la combinación de los factores del modelo jerárquico de Eysenck, Gray desarrolló una reformulación propia basada en dos dimensiones unipolares (es decir, sin un polo opuesto; ofreciendo una gradación de mayor o menor intensidad en cada individuo).
- Ansiedad: Una mezcla de las dimensiones Introversión y Neuroticismo. Esta dimensión encontraría su correlato fisiológico en la activación de un sistema de inhibición conductual que se activaría ante el castigo, la omisión de recompensas o los estímulos novedosos. Gray ubica este sistema inhibitorio en el sistema septohipocámpico del sistema límbico.[18]
- Impulsividad: Una mezcla de las dimensiones Extraversión, Psicoticismo y Neuroticismo. Su correlato fisiológico sería el sistema de activación conductual, que se pondría en marcha en las situaciones de reforzamiento conductual y necesidad de escape o evitación activa. El sistema de activación estaría relacionado con los circuitos dopaminérgicos del sistema nervioso central.[18]

#### Modelo de Zuckerman: Los cinco alternativos
Conjugando la tradición biofactorial con el planteamiento de la teoría léxico-factorial del Modelo de los cinco grandes de McCrae y Costa, Zuckerman desarrolló un modelo de cinco factores llamado los "Cinco Alternativos" (Zuckerman, Kuhlman, Joireman, Teta y Kraft, 1993) a partir de sus investigaciones en torno a la dimensión "Búsqueda de sensaciones". Tratando de abundar en la caracterización de la dimensión "Psicoticismo" de Eysenck, Zuckerman presentó un modelo formado por los siguientes factores:
- Neuroticismo-Ansiedad
- Agresión-Hostilidad
- Actividad
- Sociabilidad
- Búsqueda de sensaciones impulsiva no socializada

Los factores "Actividad" y "Sociabilidad" se presentan en ocasiones bajo un único factor llamado "Extraversión", similar al propuesto de Eysenck. Zuckerman desarrolló un cuestionario de personalidad denominado Cuestionario de Personalidad Zuckerman-Kuhlman (ZQPQ, 1993) para evaluar las dimensiones propuestas en la población, compuesto por 99 ítems y una escala adicional que evalúa distoriones de respuesta.

## Modelos factoriales léxicos

### La teoría de la personalidad de Cattell
Raymond Cattell elaboró una teoría factorial de la personalidad fundamentada sobre el concepto del rasgo, entendido como una tendencia, relativamente permanente y amplia, a reaccionar de una forma determinada. Cattell entiende el concepto de rasgo desde un punto de vista nomotético, es decir, considerando que existen unos rasgos comunes a todos los individuos, a diferencia de otros autores como Allport, para quien los verdaderos rasgos eran individuales.
A la hora de definir el número y características de los principales rasgos de la personalidad, Cattell recurrió a la metodología estadística del análisis factorial, partiendo de la suposición de que todas las conductas relevantes para la comprensión de la personalidad de los individuos ya se encuentran recogidas en el lenguaje. Por eso, el modelo de Cattell se encuadra dentro del grupo de modelos factoriales léxicos.
Cattell postula la existencia de tres tipos de rasgos en función de su contenido y su grado de consistencia y estabilidad:
- Rasgos temperamentales: caracterizados por una fuerte estabilidad, son los rasgos de carácter innato que presentan un alto grado de heredabilidad. Definen el modo particular de comportamiento de un individuo.
- Rasgos aptitudinales o de habilidad: referidos a las habilidades del sujeto para afrontar y resolver situaciones complejas. También muestran un elevado nivel de heredabilidad.
- Rasgos dinámicos: Aluden al aspecto motivacional de la conducta, por lo que se trata de los rasgos que presentan un nivel más elevado de fluctuación. Se subdividen en dos componentes:[22]
  - La motivación propiamente dicha, que hace referencia al grado de intensidad de los impulsos experimentados. Existen dos categorías principales de motivos: Los Ergios se consideran tendencias innatas a responder de un modo específico ante un estímulo determinado; el apareamiento, el miedo, la conducta exploratoria y la belicosidad entrarían dentro de este apartado. Por otra parte, los Sentimientos son patrones actitudinales aprendidos en el entorno cultural, y dan respuesta a fenómenos como el sentimiento religioso, la realización profesional o la autoestima.
  - El estado, que hace referencia a las condiciones del organismo en cuanto al grado de privación de los estímulos presentados. Así, en condiciones de privación, la respuesta a los impulsos será más probable que en condiciones de saciedad.

#### Desarrollo del modelo: recopilación de datos y abstracción de factores
Cattell comenzó el desarrollo de su modelo a partir de tres fuentes de datos fundamentales sobre las que aplicó las técnicas de análisis factorial para identificar los factores a los que se podía reducir la estructura de la personalidad de cada individuo. Se trata de un proceso de tres fases, en cada una de las cuales se trabaja con un tipo particular de fuentes de información:
- Datos L (Life): Datos "de vida", obtenidos a partir de la observación de los sujetos en su vida cotidiana, pero siempre circunscritos a aquellas conductas claramente objetivables. En esta primera parte de la investigación se partió de 4.500 nombres de rasgos, que fueron reducidos finalmente a 12 tras el correspondiente análisis factorial.[24]
- Datos Q (Questionnaire): Tienen cabida aquí todos los datos extraídos de cuestionarios e informes en los que el sujeto da información sobre sí mismo. El objetivo de la investigación en esta segunda fase pasaba por comprobar que los resultados obtenidos fueran los mismos que los hallados mediante el estudio de los datos L. Se encontraron 16 factores principales, doce de los cuales coincidían con los de la primera fase.[24]
- Datos T (Tests): Se trata de todos aquellos datos recogidos por medio de la aplicación de pruebas objetivas o tests, siempre sin el conocimiento del sujeto del propósito de la investigación. Incluye pruebas fisiológicas (por ejemplo, análisis de sangre u orina) y psicofisiológicas (medición de respuestas fisiológicas a estímulos externos). En esta última fase se elaboraron cuestionarios específicos para medir en grandes muestras de población los rasgos obtenidos con las dos primeras fases.[24]

A partir de los resultados obtenidos en la recogida de datos Q y L, Cattell elaboró un listado de rasgos de primer orden, que posteriormente serían la base del cuestionario Sixteen Personality Factor Questionnaire, 16 PF (Cattell, 1970-1975): 
| Índice | Rasgo                                                                                       | Bajas puntuaciones                                                          | Altas puntuaciones                                                                                                 |
| ------ | ------------------------------------------------------------------------------------------- | --------------------------------------------------------------------------- | --- |
| A      | Afectividad o timia                                                                         | Sizotimia (rasgo reservado, aislado, crítico, distante, retraído, frialdad) | Afectotimia (rasgo abierto, afectuoso, participativo, sociable, de trato fácil, calidez)                           |
| B      | Inteligencia                                                                                | Inteligencia baja                                                           | Inteligencia alta                                                                                                  |
| C      | Fuerza del yo                                                                               | Poca fuerza del yo/inestabilidad emocional                                  | Mucha fuerza del yo/estabilidad emocional                                                                          |
| E      | Dominancia                                                                                  | Sumisión                                                                    | Dominancia |
| F      | Impulsividad                                                                                | Desurgencia                                                                 | Surgencia |
| G      | Fuerza del superyó                                                                          | Poca fuerza del super-yo                                                    | Mucha fuerza del super-yo                                                                                          |
| H      | Atrevimiento                                                                                | Trectia (predominio parasimpático del sistema nervioso)                     | Parmia ( predominio simpático del sistema nervioso)                                                                |
| I      | Sensibilidad emocional                                                                      | Harria (sensibilidad)                                                       | Premsia (dureza)                                                                                                   |
| L      | Suspicacia (el grado en el que la persona se identifica con los demás)                      | Alaxia (Envidia, suspicacia y proyección defensiva)                         | Protensión, abreviación del término paranoid-trend o tendencia la paranoia (Confianza y aceptación de condiciones) |
| M      | Imaginación autística                                                                       | Praxernia (interés por lo práctico, praxis, sensación)                      | Autia (reducción interna de procesos autónomos, intuición)                                                         |
| N      | Astucia o máscara social                                                                    | Sencillez                                                                   | Astucia |
| O      | Culpabilidad                                                                                | Adecuación imperturbable                                                    | Tendencia a la culpabilidad, autoculpabilidad                                                                      |
| Q1     | Rebeldía                                                                                    | Conservadurismo                                                             | Radicalismo |
| Q2     | Suficiencia                                                                                 | Adhesión al grupo                                                           | Autosuficiencia o autonomía                                                                                        |
| Q3     | Autocontrol                                                                                 | Baja integración de pensamientos propios                                    | Alta integración de pensamientos propios                                                                           |
| Q4     | Tensión érgica (producida por la frustración de las necesidades sociales, sexuales o ambas) | Poca tensión érgica                                                         | Alta tensión érgica                                                                                                |

Al tratarse de rasgos de primer orden, estos factores aún presentaban correlaciones entre sí, por lo que se realizó un nuevo análisis factorial, obteniéndose finalmente ocho factores de segundo orden: Exvia, Ansiedad, Cortertia, Independencia, Discreción, Subjetividad, Inteligencia y Buena educación. En una quinta edición del cuestionario Sixteen Personality Factor Questionnaire, 16 PF, estos factores de segundo orden se redujeron a cinco: Extraversión, Ansiedad, Autocontrol, Independencia y Dureza.

### El modelo de los Cinco Grandes de McCrae y Costa.

#### Concepto y antecedentes
Siguiendo la metodología utilizada por Cattell, Costa y McCrae recurrieron al enfoque léxico-factorial para desarrollar el que hoy por hoy está considerado como el modelo más aceptado en la descripción de la personalidad humana. Como enfoque léxico, toma como base el amplio conjunto de descriptores de la personalidad existentes en el lenguaje natural, para después establecer una reducción y depuración de los ítems iniciales a través de diversos criterios de inclusión y exclusión. Finalmente, la técnica del análisis factorial permite identificar los cinco factores esenciales, según este modelo, a la hora de conformar la estructura de la personalidad humana.
El modelo de McCrae y Costa encuentra un referente evidente en la teoría factorial de la personalidad de Cattell, así como en los posteriores desarrollos de esta teoría por Fiske (1949), que ya entonces apuntaban a la existencia de estos cinco factores. También encontraron resultados similares Tupes y Christal (1961), Norman (1963) y Goldberg (1981).

#### McCrae y Costa
El modelo de McCrae y Costa surge con la intención de corroborar la existencia de los cinco grandes factores como estructura o taxonomía básica en psicología de la personalidad, buscando la consistencia en los resultados obtenidos desde técnicas muy diversas: tanto en autoevaluaciones como en heteroevaluaciones; tanto en los cuestionarios compuestos por adjetivos como en los compuestos por frases; en estudios transculturales y con seguimientos longitudinales de los resultados obtenidos. Adicionalmente, el modelo busca dar un paso más allá de la mera descripción y, al igual que ocurre con las teorías de Cattell y Eysenck, ofrecer una explicación causal acerca de la naturaleza de los rasgos propuestos, sus interrelaciones y posibles aplicaciones prácticas.
McCrae y Costa elaboraron un test específico para medir las dimensiones propuestas. El NEO-PI es un inventario de personalidad que debe su nombre a las iniciales de tres de las dimensiones: Neuroticismo, Extraversión y Apertura a la experiencia (Openness). Cuenta con una selección de 181 ítems en formato de Escala Likert, y existe una versión revisada (NEO-PI-R) que data del año 1992. Cada una de las dimensiones propuestas está formada por varios subfactores o facetas:
| Neuroticismo                                                              | Extraversión o Surgencia                                                               | Apertura a la experiencia                             | Cordialidad o Amabilidad vs. Antagonismo                                             | Responsabilidad vs. Negligencia                                                    |
| ------------------------------------------------------------------------- | -------------------------------------------------------------------------------------- | ----------------------------------------------------- | ------------------------------------------------------------------------------------ | ---------------------------------------------------------------------------------- |
| Ansiedad Hostilidad Depresión Ansiedad social Impulsividad Vulnerabilidad | Cordialidad Gregarismo Asertividad Actividad Búsqueda de emociones Emociones positivas | Fantasía Estética Sentimientos Acciones Ideas Valores | Confianza Franqueza Altruismo Actitud conciliadora Modestia Sensibilidad a los demás | Competencia Orden Sentido del deber Necesidad de logro Autodisciplina Deliberación |

Puede decirse que el modelo de los Cinco Grandes ha demostrado su consistencia en estudios realizados en distintos idiomas y culturas, lo que resulta interesante a la hora de juzgar la universalidad de las dimensiones propuestas. Del mismo modo, los estudios longitudinales muestran una estabilidad de las puntuaciones a lo largo del tiempo.